# Романов, Никита Никитич
Никита Никитич Романов (13 мая 1923, Лондон — 3 мая 2007, Нью-Йорк) — писатель, историк, сын князя крови императорской Никиты Александровича и княгини Марии Илларионовны. Праправнук императора Николая I по мужской младшей линии. Правнук великого князя Михаила Николаевича (1832—1909) и императора Александра III по женской линии, внук великого князя Александра Михайловича (1866—1933) и великой княгини Ксении Александровны (1875—1960).

## Биография
Князь Никита Никитич родился в Лондоне, в семье князя крови императорской Никиты Александровича и княгини Марии Илларионовны, урожденной графини Воронцовой-Дашковой. Князь и его младший брат Александр Никитич провели детство в Великобритании и Франции.
Никита Никитич служил в британской армии, в 1949 году он переехал в США. Окончил университет в Беркли (1960), где получил степень магистра истории. Зарабатывал на жизнь и образование обивщиком мебели. Некоторое время преподавал историю в Стэнфордском университете, а позже в Сан-Францисском университете. В 1975 году князь выпустил книгу об Иване Грозном, в соавторстве с Робертом Пейном. Князь Никита Никитич являлся вице-президентом Объединения членов рода Романовых (1989—2007). Несколько раз посещал Россию, побывал в Крыму в имении своего деда Ай-Тодор. В июле 1998 года присутствовал на похоронах останков Николая II и его семьи в Санкт-Петербурге. Последние сорок лет князь прожил в трехкомнатной квартире на Манхэттене в Нью-Йорке.
«Князь Никита Никитич прекрасно сохранился для своего возраста, он учтив и приятен в обращении и похож на одного из тех скромных интеллигентов, которые так старательно и осторожно подбирают слова, что не сразу замечаешь, насколько они откровенны. Он в хороших отношениях с движущей силой семейного союза Николаем Романовичем и вместе с ним разделяет увлечение историей своего рода, что не исключает стремления добросовестного историка к объективности», — пишет современный историк рода.

## Брак и потомство
14 июля 1961 года в Лондоне женился на Джанет Энн Шонвальт (1933—2017), принявшая православие с именем Анна Михайловна. Княгиня Анна закончила Колумбийский университет, является доктором филологических наук. Помимо русского языка владела монгольским и японским языками. В 1959 году она работала переводчицей на всемирном молодёжном фестивале молодёжи и студентов в Москве. В браке родился один сын.
- Князь Фёдор Никитич (1974—2007) — единственный ребёнок в семье. Князь Фёдор Никитич изучал классические и древние языки в Колумбийском и Брауновском университетах, где и получил степень магистра с отличием. Он покончил с собой 25 августа 2007 года в Помпано Бич, штат Флорида.

## Смерть
Последние годы князь тяжело болел. Он умер от инсульта у себя дома 3 мая 2007 года в Нью-Йорке, где жил последние несколько лет. Похоронен во Флориде на кладбище Forest Lawn Memorial Gardens North.